# 8a cerimònia dels Premis César
La 8a cerimònia dels Premis César — també coneguts com Nuit des César — que premiava les pel·lícules estrenades el 1982, va tenir lloc el 26 de febrer de 1983 a Le Grand Rex.
Va ser presidida per Catherine Deneuve i retransmesa a Antenne 2, presentada per Jean-Claude Brialy. La Balance va guanyar tres dels premis principals (millor pel·lícula, actor i actriu protagonista) i Le Retour de Martin Guerre uns altres tres (millor guió original, decorats i música), mentre que Danton d'Andrzej Wajda només va obtenir el de millor director. Per contra, Une chambre en ville no en va obtenir cap.

## Presentadors i ponents
- Robert Enrico, president de l'Académie des Arts et Techniques du Cinéma
- Catherine Deneuve, presidenta de la cerimònia
- Pierre Tchernia, Jean-Claude Brialy, mestres de cerimònia
- Jacqueline Bisset, Dayle Haddon, Marisa Berenson, Meryl Streep, Nastassja Kinski, convidats estrangers per entregar els presmis
- Les Frères ennemis
- Evocació del cinema en cançons per Louis Chedid, Sofie Kremen, Alain Souchon, Gérard Presgurvic, Claude Nougaro

## Guanyadors i nominats
Els guanyadors s'indiquen en negreta.
| Millor pel·lícula - La Balance de Bob Swaim - Danton d'Andrzej Wajda - Passion de Jean-Luc Godard - Une chambre en ville de Jacques Demy                                                                                        | Millor director - Andrzej Wajda per Danton - Bob Swaim per La Balance - Jean-Luc Godard per Passion - Jacques Demy per Une chambre en ville | |
| Millor actor - Philippe Léotard per La Balance - Gérard Depardieu per Danton - Gérard Lanvin per Tir groupé - Lino Ventura per Les Misérables                                                                                   | Millor actriu - Nathalie Baye per La Balance - Miou-Miou per Josepha - Romy Schneider per La Passante du Sans-Souci - Simone Signoret per L'Étoile du nord | |
| Millor actor secundari - Jean Carmet per Les Misérables - Gérard Klein per La Passante du Sans-Souci - Michel Jonasz per Qu'est-ce qui fait courir David ? - Jean-François Stévenin per Une chambre en ville                    | Millor actriu secundària - Fanny Cottençon per L'Étoile du Nord - Denise Grey per La Boum 2 - Stéphane Audran per Paradis per tous - Danielle Darrieux per Une chambre en ville | |
| Millor actor revelació - Christophe Malavoy per Family Rock - Jean-Paul Comart per La Balance - Tchéky Karyo per La Balance - Dominique Pinon per Le Retour de Martin Guerre                                                    | Millor actriu revelació - Sophie Marceau per La Boum 2 - Souad Amidou per Le Grand Frère - Fabienne Guyon per Une chambre en ville - Julie Jézéquel per L'Étoile du Nord | |
| Millor guió original - Daniel Vigne i Jean-Claude Carrière per Le Retour de Martin Guerre - Élie Chouraqui per Qu'est-ce qui fait courir David ? - Mathieu Fabiani i Bob Swaim per La Balance - Éric Rohmer per Le Beau mariage | Millor guió adaptat - Michel Grisolia, Pierre Granier-Deferre i Jean Aurenche per L'Étoile du Nord, adaptada de la novel·la Le Locataire de Georges Simenon - Jean-Claude Carrière i Jacek Gasiorowski per Danton, adaptada de l’obra de teatre L'Affaire Danton de Stanisława Przybyszewska - Alain Decaux i Robert Hossein per Les Misérables, adaptada de la novel·la homònima de Victor Hugo - Pascal Jardin i Daniel Schmid per Hécate, maîtresse de la nuit, adaptada de la novel·la Hécate et ses chiens de Paul Morand | |
| Millor pel·lícula estrangera - Víctor, Victòria de Blake Edwards - ET, l'extraterrestre de Steven Spielberg - La dona del tinent francès de Karel Reisz - Yol de Yılmaz Güney                                                   | Millor primera pel·lícula - Morir a trenta anys de Romain Goupil - Josepha de Christopher Frank - Lettres d'amour en Somalie de Frédéric Mitterrand - Tir groupé de Jean-Claude Missiaen | |
| Millor música - Michel Portal per Le Retour de Martin Guerre - Michel Colombier per Une chambre en ville - Vladimir Cosma et Francis Lai per La Boum 2 - Georges Delerue per La Passante du Sans-Souci                          | Millor fotografia - Henri Alekan per La truita - Raoul Coutard per Passion - Jean Penzer per Une chambre en ville - Edmond Richard per Les Misérables | |
| Millor decorat - Alain Nègre per Le Retour de Martin Guerre - Bernard Evein per Une chambre en ville - François de Lamothe per Les Misérables - Alexandre Trauner per La truita                                                 | Millor muntatge - Noëlle Boisson per Qu'est-ce qui fait courir David ? - Françoise Javet Frédérix per La Balance - Henri Lanoë per 40 graus latitud sud - Armand Psenny per Tir groupé - Jean Ravel per L'Étoile du Nord | |
| Millor so - William Robert Sivel i Claude Villand per La Passante du Sans-Souci - Jean-Pierre Ruh per Danton - Pierre Gamet i Jacques Maumont per 40 graus latitud sud - André Hervée per Une chambre en ville                  | Millor curtmetratge d'animació - La Légende du pauvre bossu de Michel Ocelot - Chronique 1909 de Gaëtan Brizzi, Paul Brizzi - Sans Préavis de Michel Gauthier | |
| Millor curtmetratge de ficció - Bluff de Philippe Bensoussan - Canta Gitano de Tony Gatlif - La Saisie d'Yves-Noël Francois - Merlin ou le cours de l'or d'Arthur Joffé                                                         | Millor curtmetratge documental - Junkopia de Chris Marker - L'Ange de l'abîme d'Annie Tresgot - Los Montes de José Martin Sarmiento - Sculptures sonores de Jacques Barsac | Millor curtmetratge documental - Junkopia de Chris Marker - L'Ange de l'abîme d'Annie Tresgot - Los Montes de José Martin Sarmiento - Sculptures sonores de Jacques Barsac |
| César d'honor Raimu | | |
| Homenatge - Arletty : per telèfon amb Jean-Louis Barrault i Jean-Claude Brialy - Romy Schneider, nominada al César a la millor actriu per La Passante du Sans-Souci i morta el maig de 1982                                     | | |